# Taylorilygus apicalis
Taylorilygus apicalis är en insektsart som först beskrevs av Franz Xaver Fieber 1861.  Taylorilygus apicalis ingår i släktet Taylorilygus och familjen ängsskinnbaggar. Inga underarter finns listade i Catalogue of Life.